# Peperomia mariannensis
Peperomia mariannensis är en pepparväxtart som beskrevs av C. Dc.. Peperomia mariannensis ingår i släktet peperomior, och familjen pepparväxter. Utöver nominatformen finns också underarten P. m. saipana.